# Sha Na Na
Sha Na Na — американская рок-н-ролльная и ду-воп группа, образованная в 1969 году. Группа исполняла песни и танцы, основанные на хитах 1950-х годов, которые одновременно возрождали и пародировали музыку и уличную культуру Нью-Йорка 1950-х годов. Получив первоначальную известность за выступление на музыкальной и художественной ярмарке Вудстока, которое стало возможным благодаря их другу Джими Хендриксу, группа организовала сериал Sha Na Na, который транслировался с 1977 по 1981 год.
Представляя себя «с улиц Нью-Йорка», участники часто носили золотое ламе или кожаные куртки и носили прически «помпадур» или «утиный хвост». Название группы было взято из серии бессмысленных слогов («sha na na na, sha na na na na») в песне «Get a Job», первоначально записанной группой The Silhouettes.
В финальный состав вошли участники оригинального состава Донни Йорк и Джоко Марчеллино, а также давний участник Screamin' Скотт Саймон, который присоединился к ним в 1970 году. Все остальные участники оригинальной группы и телешоу с тех пор разошлись.
Sha Na Na выпустили свой последний альбом в 2006 году, хотя впоследствии они выпустили ещё сборники. 5 декабря 2022 года они объявили, что больше не будут гастролировать.

## Наследие
В популярной культуре
Помимо того, что многие их песни звучали в сериалах и фильмах, Sha Na Na — и особенно их отсутствие в Зале славы рок-н-ролла — являются постоянным источником юмора в подкасте Comedy Bang! Bang!. Эпизодического персонажа шоу, Хот-Дога, часто повторяет Энди Дейли, который постоянно рассказывает о своих неудачных прослушиваниях на роль участника Sha Na Na. В эпизоде 300, «Oh, Golly! You Devil», он объявляет, что основал свою собственную группу Na Sha Sha, но в эпизоде 400, «The War on Surfing», он говорит, что они выгнали его.

## Дискография
Смотри статью «Дискография Sha Na Na» в англ. разделе.
Студийные и концертные альбомы
- Rock & Roll Is Here to Stay! [1969, US Billboard Album Chart 183] (re-released in 1973 with different cover)
- Sha Na Na [1971, US Billboard Album Chart 122]  (Side A: Recorded live at Columbia University, New York and Side B: Recorded at Electric Lady Studios, New York)
- The Night Is Still Young [1972, US Billboard Album Chart 156]; certain releases omitted one of the songs ("Sleepin' on a Song")
- The Golden Age of Rock 'n' Roll [1973, US Billboard Album Chart 38, RIAA Certification: Gold] (Double LP, sides 2, 3 & 4 live recordings probably from 1972)
- From the Streets of New York (live) [1973, US Billboard Album Chart 140]
- Hot Sox [1974, US Billboard Album Chart 165]
- Sha Na Now [1975, US Billboard Album Chart 162]
- Rock 'n Roll Graffiti – Live in Japan [1975] (released in Japan in 1977, re-released in 1981)
- Rockin' in the 1980s [1980]
- Silly Songs [1981]
- 34th & Vine (1990) [eight songs]
- Live in Concert (late 1980s and early 1990s concerts) [199?]  (one CD, two cassettes, or one DVD)
- Rock 'n Roll Dance Party (20 tracks in 1996; re-released with only 16 tracks in 1999)
- Then He Kissed Me (with Conny) [1999], Japan
- Live in Japan (with Conny) [2000], recorded in November 1999, Japan
- Rockin' Christmas [2002] (re-released in 2003 with different cover and one additional track: "Bad Christmas Eve")
- One More Saturday Night [2006]